# Gaudius
Gaudius (Gaundinus, horvátul: Gaudije) (1100 körül – 1161 után) spliti érsek (1136 körül – 1153).

## Élete
Gaudius Spalatói Tamás leírása szerint egy spliti előkelő és befolyásos családhoz tartozott, az átlag klerikusnál iskolázottabb volt. Érsekké választása előtt a Szent Anasztázia templom plébánosa volt. Közeli, jó viszont ápolt a II. Béla magyar uralkodóval, számos alkalommal járt a királyi udvarban, valószínűleg diplomáciai feladatokat teljesítve. 1136 körül választhatták érsekké, ám a szokásokkal ellentétben nem a pápa szentelte fel, hanem az esztergomi érsek, amely ellen II. Ince pápa tiltakozott is a magyar uralkodónál és az érseknél is. Végül a pápától három évvel később kapott palliumot Ubald pápai legátuson keresztül, II. Ince 1139. május 23-án keltezett levele szerint. Érsekségének az vetett véget, hogy 1153-ban a kánonjoggal ellentétes módon felszentelte a trogiri püspököt és III. Jenő pápa letette a hivatalából. A hivatalos dokumentumok azonban egészen 1158-ig érsekként hivatkoznak rá, amely arra utalhat, hogy letétele után egészen az 1150-es évek végéig nem választottak új egyházfőt. 1159-ben, még Gaudius életében, új egyházfő került a spliti érsekség élére, a magyar származású Absalom. Gaudius nevéhez köthető a Splittől néhány kilométerre fekvő Szent Kozma és Damján templom építtetésének a kezdete. Ez az egyház a mai Kaštel Gomilicában 1975 és 1977 között feltárt templommal azonosítható, és többek között arról nevezetes, hogy már a 12. században ide került Szent István magyar király egy ereklyéje. A templomot már nem Gaudius, hanem utódja Absalom szentelte fel 1160-ban.